# 10-я гвардейская штурмовая авиационная дивизия
10-я гвардейская штурмовая авиационная Воронежско-Киевская Краснознамённая орденов Суворова и Кутузова дивизия (10-я гв. шад) — воинское соединение Вооружённых сил СССР в Великой Отечественной войне.

## Наименования
- 291-я смешанная авиационная дивизия[1];
- 291-я штурмовая авиационная дивизия[1];
- 291-я штурмовая авиационная Воронежская дивизия[1];
- 291-я штурмовая авиационная Воронежско-Киевская дивизия[1];
- 10-я гвардейская штурмовая авиационная Воронежско-Киевская дивизия[1];
- 10-я гвардейская штурмовая авиационная Воронежско-Киевская Краснознамённая дивизия[1];
- 10-я гвардейская штурмовая авиационная Воронежско-Киевская Краснознамённая ордена Кутузова дивизия[1];
- 10-я гвардейская штурмовая авиационная Воронежско-Киевская Краснознамённая орденов Суворова и Кутузова дивизия[1];
- 118-я гвардейская истребительная авиационная Воронежско-Киевская Краснознамённая орденов Суворова и Кутузова дивизия ПВО[1];
- Войсковая часть (полевая почта) 49782[1].

## История и боевой путь дивизии

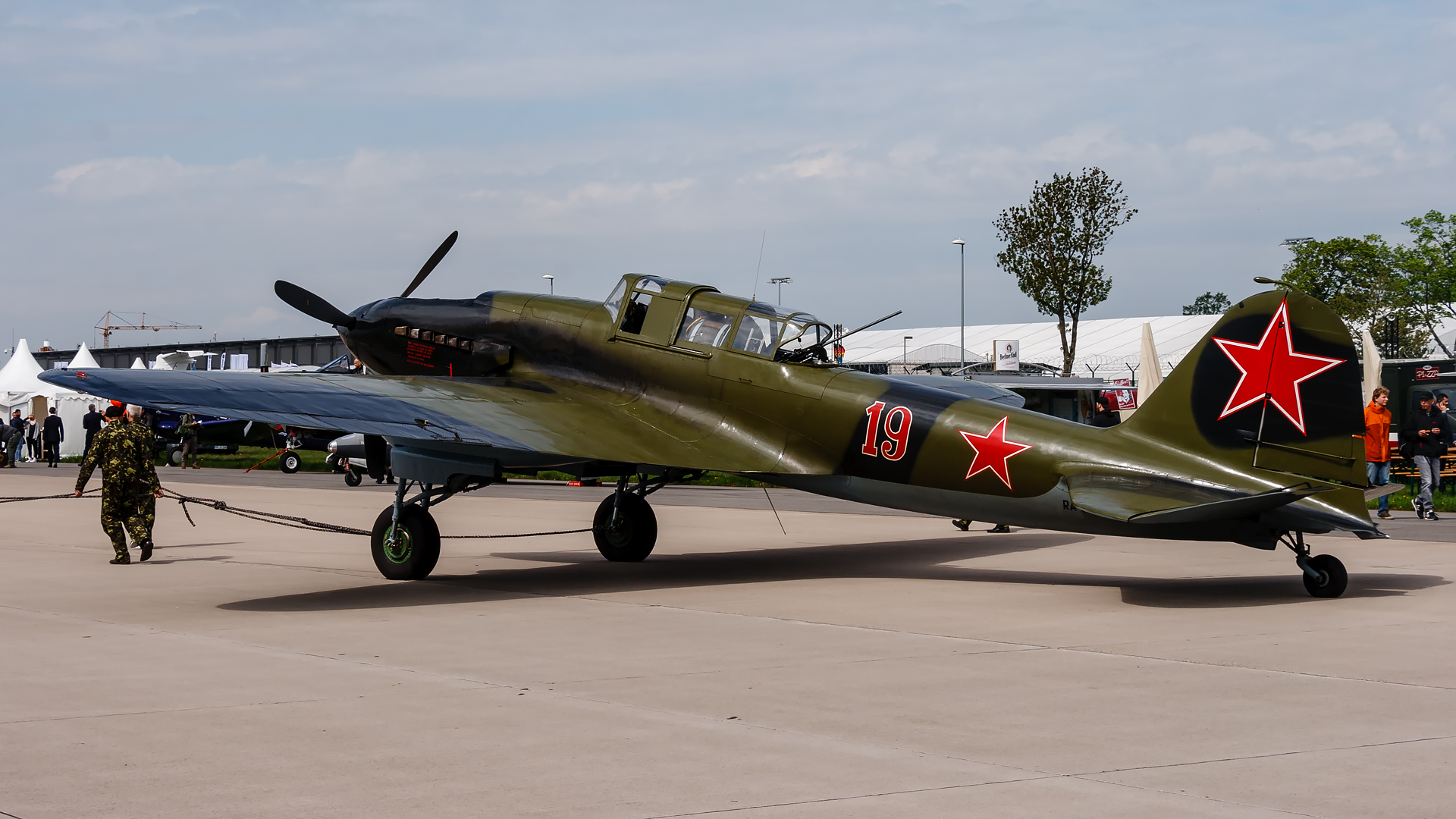
Конструкторы называли разработанный ими штурмовик Ил-2 «летающим танком», пилоты-истребители люфтваффе прозвали его «бетонным самолётом» (нем. Betonflugzeug), солдаты вермахта называли его «чумой» (нем. Schwarzer Tod, дословно: «чёрная смерть»).

- Дивизия сформирована в июле 1942 года в Московском военном округе как 291-я смешанная авиационная дивизия на основании Приказа ВГК № 00147 от 20 июля 1942 года на базе управления Военно-Воздушных Сил 2-й ударной армии.

- 1 июня 1956 года переименована в 118-ю гвардейскую истребительную авиационную Воронежско-Киевскую Краснознамённую орденов Суворова и Кутузова дивизию ПВО.
- 1 июня 1958 года расформирована.

### Боевой путь
- Участвовала в Сталинградской битве, Воронежско-Касторненской наступательной операции, Курской битве, освобождении Украины, в Ясско-Кишинёвской и Белградской наступательных операциях.
- Первоначально в состав 291-й сад входили 243-й, 245-й, 617-й и 954-й штурмовые авиационные полки, 215-й иап и 30-й бапна Пе-2.
- В сентябре 1942 года 30-й бомбардировочный авиационный полк был заменён на 313-й штурмовой авиационный полк и дивизия стала именоваться как 291-я штурмовая авиационная дивизия.
- Боевые действия дивизия начала с 06.09.1942 г. на Сталинградском фронте штурмовками и бомбовыми ударами в районе Воропаево — Кузьмичи — Древний вал — Конный разъезд. За два месяца боевой работы лётчики 291-шад совершили свыше 300 самолёто-вылетов, провели 40 воздушных боев, сбили 9 вражеских самолётов (два из них на боевом счету подполковника Витрука). Уничтожено до 313 танков, свыше 122 автомашин, 250 орудий и много другой техники и живой силы противника.
- С конца января 1943 года участвовала в Воронежско-Касторненской наступательной операции. Дивизия вела штурмовку в районе Белгорода: Сокольники, Померки и Микояновка и в районе Водолага — Мерефа и Чугуева
- 25.01.1943 освобождён Воронеж, 16.02.1943 — Грайворон, 26.02.1943 — Гадяч.
- За успешные боевые действия на воронежской земле и за вклад в освобождение Воронежа и других городов Воронежской области 291-я штурмовая авиационная дивизия в мае 1943 г. Приказом Верховного Главнокомандующего Сталина получила почётное наименование «Воронежская» (май 1943)[2]
- В Курской битве в апреле — июне 1943 года вела боевые действия в районе Суджа — Волочанск, Харьковский аэроузел (Харьков — Рогань — Томаровка — Микояновка), Харьковский ж/д узел, Водолага — Мерефа; в районе Обоянь — Тросное — Змиев — Лебедин, штурмовал технику на дорогах Харьков — Белгород, а также на обоянском направлении — в районах Зыбино, Казацкое, Черкасское, Томаровка и Бутово.
- 6 ноября 1943 года в 4 утра освобождён Киев. Приказом Верховного Главнокомандующего № 37 от 06.11.1943 года в ознаменование одержанной победы в боях за освобождение города Киева ей присвоено почётное наименование «Киевская»[3]
- В конце декабря 1943 г. началась Житомирско-Бердичевская наступательная операция. Дивизия поддерживала наступающие войска в направлении Бердичев-Новоград-Волынский, район Радомышля. 24.12.1943 освобождены центры Житомирской области — Брусилов, Корнин, Попельню. 27.12.1943 освобождён Житомир.
- В конце января началась Корсунь-Шевченковская наступательная операция. Силы 2-й воздушной армии сосредоточились южнее Киева. 26 января в районе Звенигородки были окружены и зажаты в кольцо десять немецких дивизий. 2 февраля 1944 Освобождён Луцк
- 5-го февраля 1944 года издан Приказ НКО СССР № 018 от 05.02.1944[4] о преобразовании дивизии и всех её полков и присвоении дивизии и всем её полкам почётного Гвардейского звания за вклад дивизии в разгром гитлеровских войск, за проявленный массовый героизм, отвагу, стойкость и мужество, самоотверженность и смелость личного состава дивизии, проявленные в боях под Воронежем, Курском и Киевом.
- Отныне дивизия именовалась — 10-я гвардейская штурмовая авиационная Воронежско-Киевская дивизия, 61-й шап — 165-й гвардейский штурмовой авиационный полк 241-й шап — 166-й гвардейский штурмовой авиационный полк, 617-й шап — 167-й гвардейский штурмовой авиационный полк, 737 иап — 168-й гвардейский истребительный авиационный полк. Командиру дивизии Герою Советского Союза А. Н. Витруку было присвоено воинское звание «генерал-майор авиации».
- В Львовско-Сандомирской операции 1944 года, тесно взаимодействуя с танковыми и стрелковыми соединениями фронта, дивизия содействовала быстрому разгрому вражеских войск и успёшному завершению операции. За проявленное мастерство и героизм личного состава награждена орденом Красного Знамени (10 августа 1944 года).
- В августе 1944 года передана а состав 5-й воздушной армии 2-го Украинского фронта. В ходе Ясско-Кишинёвской операции с 20 по 31 августа произвела более 2 тысяч боевых самолёто-вылетов. За мужество и героизм личного состава в этой операции была удостоена ордена Кутузова 2-й степени (15 сент. 1944).
- 10 октября 1944 года вошла в авиационную группу 17-й воздушной армии, которая поддерживала войска З-го Украинского фронта и Народно-освободительной армии Югославии в ходе Белградской операции (авиагруппу возглавлял командир 10-й гв. шад генерал-майор авиации А. Н. Витрук).
- За умелые и чёткие действия в этой операции дивизия была награждена орденом Суворова 2-й степени (14 нояб. 1944).
- С ноября 1944 года по май 1945 года дивизия дислоцировалась на территории Югославии. За это время личный состав дивизии обучил 145 лётчиков и 665 инженеров и техников из состава ВВС Народно-освободительной армии Югославии.
- В период войны дивизия совершила 23 905 боевых самолёто-вылетов.
- сотни её воинов награждены орденами и медалями, 10 удостоены звания Героя Советского Союза.
- Завершила войну как 10-я гвардейская штурмовая авиационная Воронежско-Киевская Краснознамённая орденов Суворова и Кутузова дивизия.

### После войны
Закончив войну в Югославии дивизия занималась по плану учебно-боевой подоготовки и несла боевое дежурство на аэродромах. Дивизия базировалась:
- управление дивизии - Пригревица в 11 км южнее города Сомбор (ныне город в Сербии);
- 37-я отдельная гвардейская рота связи - Пригревица;
- 165-й гвардейский штурмовой авиационный Станиславский Краснознамённый полк - с. Капусина в 9 км юго-западнее города Сомбор;
- 166-й гвардейский штурмовой авиационный Краснознамённый полк - город Оджаци в 32 км юго-восточнее города Сомбор;
- 167-й гвардейский штурмовой авиационный Староконстантиновский ордена Суворова полк - город Бачки-Брестовац в 21 км юго-восточнее города Сомбор.

В июле 1945 года дивизия в полном составе перебазирована в состав ВВС Закавказского военного округа в Цулукидзе (ныне город Хони) Грузинской ССР. Полки базировались на аэродромах:
- 165-й гвардейский штурмовой авиационный Станиславский Краснознамённый полк - аэродром Марнеули (город Марнеули);
- 166-й гвардейский штурмовой авиационный Краснознамённый полк - аэродром Копитнари (город Кутаиси);
- 167-й гвардейский штурмовой авиационный Староконстантиновский ордена Суворова полк - аэродром Цулукидзе.

После перебазирования дивизия стала оснащаться Ил-10. В феврале 1946 года полк дивизия вошла в состав 11-й воздушной армии, которая сформирована на базе входивших в ВВС Закавказского военного округа авиационных частей и соединений, выводимых из групп войск в Европе после Великой Отечественной войны. В состав дивизии вошел 492-й штурмовой авиационный полк, который выведен из состава группы советских войск в Иране в 1946 году.
В 1949 году в связи с массовым переименованием частей и соединений 11-я воздушная армия переименована в 34-ю воздушную армию. Новые переименования не коснулись ни дивизию, ни её полков. В 1955 году полки дивизии начали получать на вооружение новый самолёт МиГ-15, который использовался в штурмовом варианте. В июне 1956 года дивизия вместе с полками передана в состав истребительной авиации ПВО и получила наименование 118-я гвардейская истребительная авиационная Воронежско-Киевская Краснознамённая орденов Суворова и Кутузова дивизия ПВО, полки дивизии также стали именоваться истребительными. В 1957 году в полки стал поступать самолёт МиГ-17.
В июне 1958 года в связи с изменением взглядов на применение авиации в системе ПВО дивизия и 165-й гвардейский истребительный авиационный Станиславский Краснознамённый полк ПВО были расформированы. Оставшиеся полки вошли в состав истребительной авиации ПВО Бакинского округа ПВО.

## Боевой состав дивизии
- 165-й гвардейский штурмовой авиационный Станиславский Краснознамённый полк — с 5 февраля 1944 года до 1 июня 1958 года.
- 166-й гвардейский штурмовой авиационный Краснознамённый полк — с 5 февраля 1944 года до 1 июня 1958 года.
- 167-й гвардейский штурмовой авиационный Староконстантиновский ордена Суворова полк — с 5 февраля 1944 года до 1 июня 1958 года.
- 168-й гвардейский истребительный авиационный Краснознамённый полк — с 5 февраля 1944 года по 14 октября 1944 года.
- 492-й штурмовой авиационный полк — с февраля 1946 года по 1947 год, расформирован в дивизии.

### Боевой состав на 1956 год
- 165-й гвардейский истребительный авиационный Станиславский Краснознамённый полк ПВО;
- 166-й гвардейский истребительный авиационный Краснознамённый полк ПВО;
- 167-й гвардейский истребительный авиационный Староконстантиновский ордена Суворова полк ПВО.

## В составе объединений
| Дата          | Фронт (округ)              | Армия                                     | Примечания                        |
| ------------- | -------------------------- | ----------------------------------------- | --------------------------------- |
| 05.02.1944 г. | 1-й Украинский фронт       | 2-я воздушная армия                       | -                                 |
| 05.08.1944 г. | 2-й Украинский фронт       | 5-я воздушная армия                       | -                                 |
| 10.10.1944 г. | 3-й Украинский фронт       | 17-я воздушная армия                      | -                                 |
| 31.12.1944 г. | 3-й Украинский фронт       | Авиационная группа генерал-майора Витрука | -                                 |
| 09.05.1945 г. | 3-й Украинский фронт       | Авиационная группа генерал-майора Витрука | -                                 |
| 15.06.1945 г. | Южная группа войск         | 17-я воздушная армия                      | -                                 |
| 01.07.1945 г. | Закавказский военный округ | ВВС Закавказского военного округа         | -                                 |
| 01.02.1946 г. | Закавказский военный округ | 11-я воздушная армия                      | -                                 |
| 10.01.1949 г. | Закавказский военный округ | 34-я воздушная армия                      | -                                 |
| 01.06.1956 г. | Бакинский округ ПВО        | -                                         | переименована в 118-ю гв. иад ПВО |
| 01.06.1958 г. | Бакинский округ ПВО        | -                                         | расформирована                    |

## Командир дивизии
- гвардии полковник, генерал-майор авиации[6] Витрук Андрей Никифорович, период нахождения в должности: 05.02.1944 — 04.1946
- гвардии полковник Виноградов Николай Сергеевич[7][8], врид, период нахождения в должности: с декабря 1945 года по апрель 1946 года.
- гвардии полковник Калугин (Рейфшнейдер) Георгий Александрович[8], период нахождения в должности: с апреля 1946 года по ноябрь 1947 года.
- гвардии полковник Терехов Николай Павлович[8], период нахождения в должности: с сентября 1947 года по апрель 1949 года.

## Участие в операциях и битвах
- Днепровско-Карпатская наступательная операция
  - Корсунь-Шевченковская операция — с 5 февраля 1944 года по 17 февраля 1944 года.
  - Проскуровско-Черновицкая операция — с 4 марта 1944 года по 17 апреля 1944 года.
- Львовско-Сандомирская операция — с 13 июля 1944 года по 29 августа 1944 года.
- Ясско-Кишинёвская операция — с 20 августа 1944 года по 29 августа 1944 года.
- Белградская операция — с 28 сентября 1944 года по 20 октября 1944 года.

## Награды и наименования
| Награда                             | Дата                  | За что получена |
| ----------------------------------- | --------------------- | --- |
| Советская гвардия                   | 5 февраля 1944 года   | За отличные боевые действия, проявленные отвагу за отечество, генроизм, стойкость, дисциплину и организованность на фронтах Отечественной войны против немецких захватчиков |
| почётное наименование «Воронежская» | 04.05.1943            | За успешные боевые действия на воронежской земле и за вклад в освобождение Воронежа и других городов Воронежской области                                                    |
| почётное наименование «Киевская»    | 6 ноября 1943         | За непосредственное участие в освобождении столицы Украинской ССР города Киева                                                                                              |
| Орден Красного Знамени              | 10 августа 1944 года  | За образцовое выполнение заданий командования в боях с немецкими захватчиками, за овладение городом Львов и проявленные при этом доблесть и мужество                        |
| Орден Суворова II степени           | 14 ноября 1944 года   | За образцовое выполнение заданий командования в боях с немецкими захватчиками, за освобождение города Белград и проявленные при этом доблесть и мужество                    |
| Орден Кутузова II степени           | 15 сентября 1944 года | За образцовое выполнение заданий командования в боях с немецкими захватчиками, за овладение городом Яссы и проявленные при этом доблесть и мужество                         |

## Почётные наименования полков

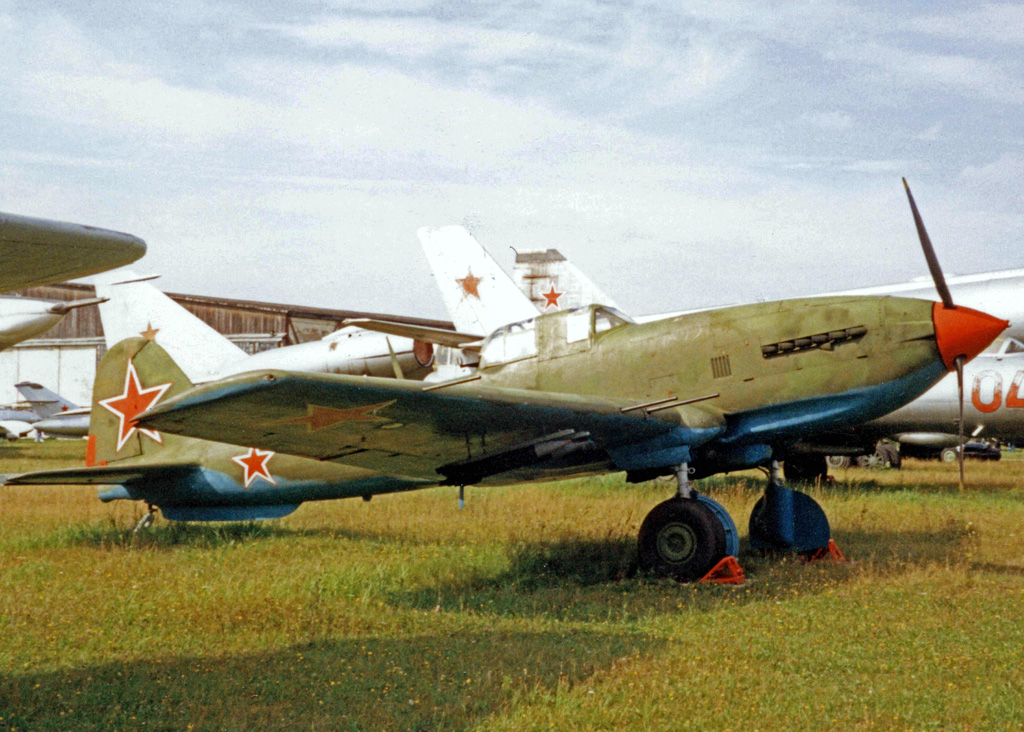
Штурмовик Ил-10 стоял на вооружении дивизии с 1945 года. На фотографии сохранившийся экземпляр самолёта в Ил-10М в Центральном музее ВВС РФ, Монино.

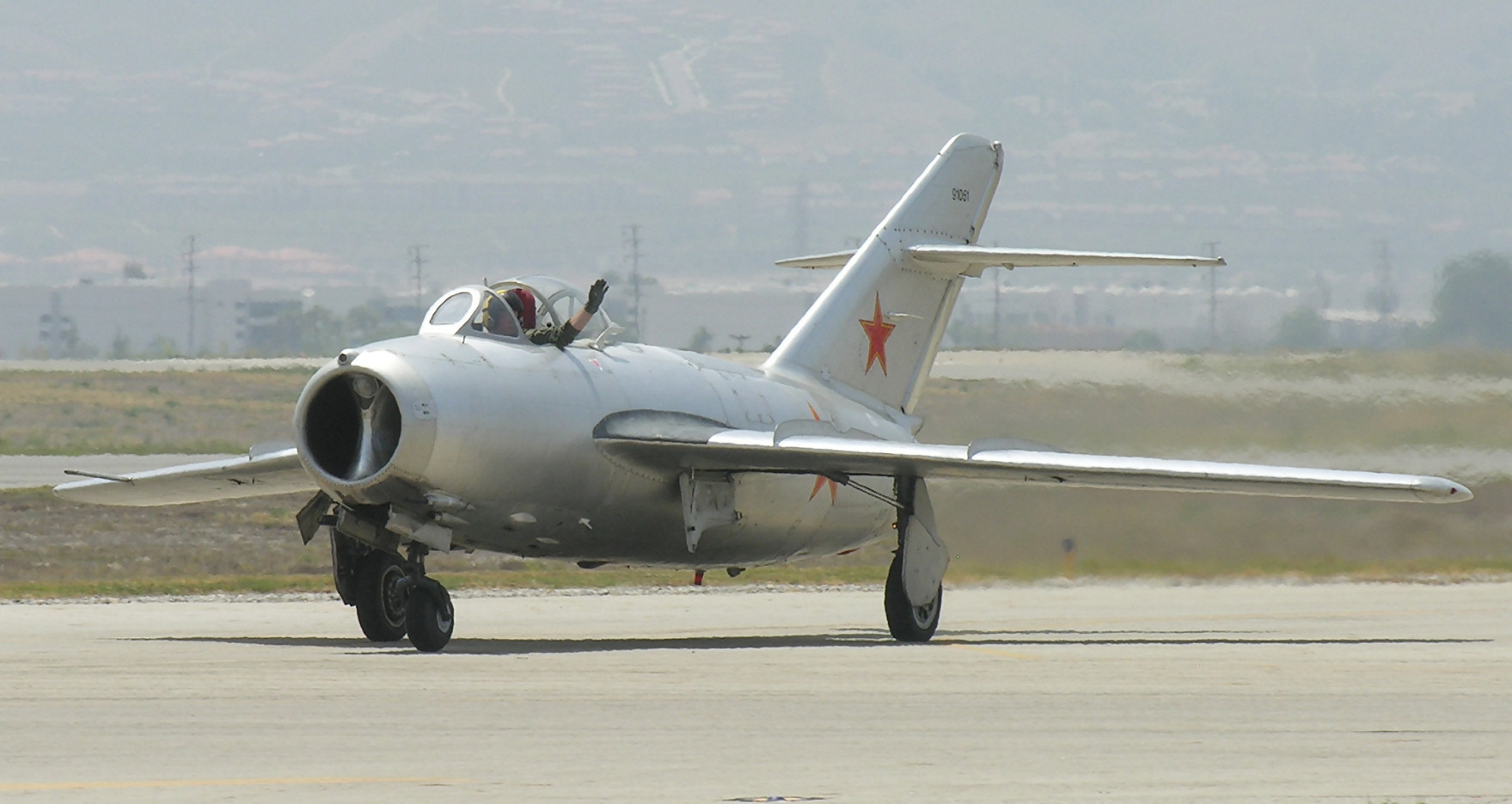
Новый МиГ-15 плки дивизии начали получил в 1955 году и использовать их по наземным и воздушным целям, как штурмовик, а с 1956 года — как истребитель-перехватчик ПВО.

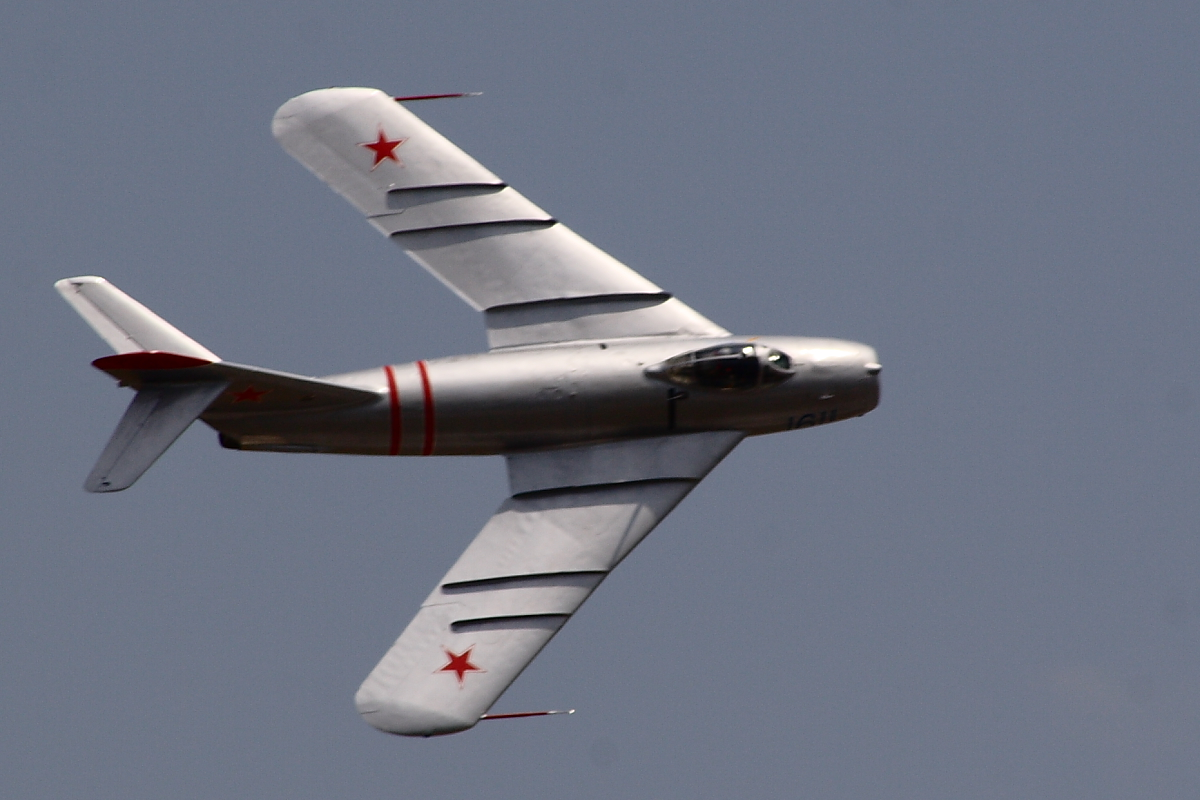
Дальнейшее оснащение дивизии шло самолётами МиГ-17, которые полки начали получать в середине 1957 года.

- 167-му гвардейскому штурмовому авиационному полку за отличие в боях при овладении городом Староконстантинов — важным опорным пунктом обороны немцев на проскуровском направлении Приказом НКО № 060 от 19 марта 1944 года на основании Приказа ВГК № 81 от 9 марта 1944 года присвоено почётное наименование «Староконстантиновский»[10].
- 165-му гвардейскому штурмовому авиационному Краснознамённому полку за отличие в боях при овладении областным центром Украины городом Станислав — крупным железнодорожным узлом и важным опорным пунктом обороны немцев в предгорьях Карпат Приказом НКО № 0255 от 10 августа 1944 года на основании Приказа ВГК № 152 от 27 июля 1944 года присвоено почётное наименование «Станиславский»[11].

## Награды
- 10-я гвардейская штурмовая авиационная Воронежско-Киевская дивизия за образцовое выполнение заданий командования в боях с немецкими захватчиками, за овладение городом Львов и проявленные при этом доблесть и мужество Указом Президиума Верховного Совета СССР от 10 августа 1944 года награждена орденом «Красного Знамени»[9].
- 10-я гвардейская штурмовая авиационная Воронежско-Киевская Краснознамённая ордена Кутузова дивизия за образцовое выполнение заданий командования в боях с немецкими захватчиками, за овладение городом Яссы и проявленные при этом доблесть и мужество Указом Президиума Верховного Совета СССР от 15 сентября 1944 года награждён орденом «Кутузова II степени»[9].
- 10-я гвардейская штурмовая авиационная Воронежско-Киевская Краснознамённая дивизия за образцовое выполнение заданий командования в боях с немецкими захватчиками, за освобождение города Белград и проявленные при этом доблесть и мужество Указом Президиума Верховного Совета СССР от 14 ноября 1944 года награждён орденом «Кутузова II степени»[9].
- 166-й гвардейский штурмовой авиационный полк за образцовое выполнение заданий командования в боях с немецкими захватчиками, за овладение городом Станислав и проявленные при этом доблесть и мужество Указом Президиума Верховного Совета СССР от 10 августа 1944 года награждён орденом «Красного Знамени»[9].
- 168-й гвардейский истребительный авиационный полк за образцовое выполнение заданий командования в боях с немецкими захватчиками, за овладение городом Станислав и проявленные при этом доблесть и мужество Указом Президиума Верховного Совета СССР от 10 августа 1944 года награждён орденом «Красного Знамени»[9].
- 167-й гвардейский штурмовой авиационный Староконстантиновский полк за образцовое выполнение заданий командования в боях с немецкими захватчиками при овладении городами Секешфехервар, Мор, Зирез, Веспрем, Эньинг и проявленные при этом доблесть и мужество Указом Президиума Верховного Совета СССР от 26 апреля 1945 года награждён «Суворова III степени»[12].

## Благодарности Верховного Главнокомандующего
- За отличие в боях при овладении городами Порицк, Горохов, Радзехов, Броды, Золочев, Буек, Каменка, городом и крупным железнодорожным узлом Красное и занятии свыше 600 других населенных пунктов[13].
- За отличие в боях при овладении областным центром Украины городом Станислав — крупным железнодорожным узлом и важным опорным пунктом обороны немцев в предгорьях Карпат[11].
- За отличие в боях при овладении городами Яссы, Тыргу-Фрумос и Унгены[14].
- За отличие в боях при овладении штурмом городами и крупными узлами коммуникаций Фокшаны и Рымникул-Сэрат (Рымник) — важными опорными пунктами обороны немцев[15].
- За отличие в боях при овладении городом и основным центром нефтяной промышленности Румынии — Плоешти и освобождением всех нефтяных районов Румынии от немецких захватчиков[16].
- За отличие в боях при разгроме группировки немецких войск в районе Плоешти и вступлении в город Бухарест[17].
- За отличие в боях при освобождении города Белград[18].
- За отличие в боях при овладении городами Секешфехервар, Мор, Зирез, Веспрем, Эньинг, а также более 350 других населенных пунктов[19].

## Отличившиеся воины
| - Гарин Борис Иванович, капитан, командир эскадрильи 617-го штурмового авиационного полка 291-й штурмовой авиационной дивизии 2-й воздушной армии Воронежского фронта, за образцовое выполнение боевых заданий командования на фронте борьбы с немецкими захватчиками и проявленные при этом отвагу и геройство Указом Президиума Верховного Совета СССР от 4 февраля 1944 года присвоено звание Героя Советского Союза. Медаль № 2380. - Должанский Николай Иванович, гвардии лейтенант, старший летчик 165-го гвардейского штурмового авиационного полка 10-й гвардейской штурмовой авиационной дивизии 2-й воздушной армии 1-го Украинского фронта, Указом Президиума Верховного Совета СССР от 26 октября 1944 года за образцовое выполнение боевых заданий командования на фронте борьбы с немецко-фашистскими захватчиками и проявленные при этом мужество и героизм удостоен звания Героя Советского Союза. Золотая Звезда № 3499. - Мустафин Михаил Андреевич, гвардии старший лейтенант, командир звена 165-го гвардейского штурмового авиационного полка, Указом Президиума Верховного Совета СССР от 26 октября 1944 года за образцовое выполнение боевых заданий командования на фронте борьбы с немецко-фашистскими захватчиками и проявленные при этом мужество и героизм удостоен звания Героя Советского Союза. Золотая Звезда № 3498. - Раков Александр Васильевич, гвардии лейтенант, командир звена 165-го гвардейского штурмового авиационного полка Указом Президиума Верховного Совета СССР от 26 октября 1944 года за образцовое выполнение боевых заданий командования на фронте борьбы с немецко-фашистскими захватчиками и проявленные при этом мужество и героизм удостоен звания Героя Советского Союза. Золотая Звезда № 3501. - Артамонов Виктор Дмитриевич, гвардии лейтенант, командир звена 165-го гвардейского штурмового авиационного полка Указом Президиума Верховного Совета СССР от 18 августа 1945 года за образцовое выполнение боевых заданий командования на фронте борьбы с немецко-фашистскими захватчиками и проявленные при этом мужество и героизм удостоен звания Героя Советского Союза. Золотая Звезда № 8782. - Басинский Владимир Лукьянович, гвардии лейтенант, старший лётчик 165-го гвардейского штурмового авиационного полка Указом Президиума Верховного Совета СССР от 18 августа 1945 года за образцовое выполнение боевых заданий командования на фронте борьбы с немецко-фашистскими захватчиками и проявленные при этом мужество и героизм удостоен звания Героя Советского Союза. Золотая Звезда № 8899. - Васев Григорий Тимофеевич, гвардии старший лейтенант, командир звена 165-го гвардейского штурмового авиационного полка Указом Президиума Верховного Совета СССР от 18 августа 1945 года за образцовое выполнение боевых заданий командования на фронте борьбы с немецко-фашистскими захватчиками и проявленные при этом мужество и героизм удостоен звания Героя Советского Союза. Золотая Звезда № 8830. - Лизунов Леонид Иванович, гвардии старший лейтенант, заместитель командира эскадрильи 165-го гвардейского штурмового авиационного полка Указом Президиума Верховного Совета СССР от 18 августа 1945 года за образцовое выполнение боевых заданий командования на фронте борьбы с немецко-фашистскими захватчиками и проявленные при этом мужество и героизм удостоен звания Героя Советского Союза. Золотая Звезда № 8846. - Павлов Иван Дмитриевич, гвардии капитан, командир эскадрильи 165-го гвардейского штурмового авиационного полка Указом Президиума Верховного Совета СССР от 18 августа 1945 года за образцовое выполнение боевых заданий командования на фронте борьбы с немецко-фашистскими захватчиками и проявленные при этом мужество и героизм удостоен звания Героя Советского Союза. Золотая Звезда № 8748. - Подсадник Николай Георгиевич, гвардии лейтенант, командир звена 165-го гвардейского штурмового авиационного полка Указом Президиума Верховного Совета СССР от 18 августа 1945 года за образцовое выполнение боевых заданий командования на фронте борьбы с немецко-фашистскими захватчиками и проявленные при этом мужество и героизм удостоен звания Героя Советского Союза. Золотая Звезда № 8930. - Фаткин Сергей Степанович, гвардии старший лейтенант, заместитель командира эскадрильи 165-го гвардейского штурмового авиационного полка Указом Президиума Верховного Совета СССР от 18 августа 1945 года за образцовое выполнение боевых заданий командования на фронте борьбы с немецко-фашистскими захватчиками и проявленные при этом мужество и героизм удостоен звания Героя Советского Союза. Золотая Звезда № 8689. - Дворников, Георгий Тимофеевич, гвардии старший лейтенант, заместитель командира эскадрильи 167-го гвардейского штурмового авиационного полка Указом Президиума Верховного Совета СССР от 26 октября 1944 года за образцовое выполнение боевых заданий командования на фронте борьбы с немецко-фашистскими захватчиками и проявленные при этом мужество и героизм удостоен звания Героя Советского Союза. Золотая Звезда № 4866. - Дудкин, Александр Павлович, гвардии старший лейтенант, заместитель командира эскадрильи 166-го гвардейского штурмового авиационного полка Указом Президиума Верховного Совета СССР от 26 октября 1944 года за образцовое выполнение боевых заданий командования на фронте борьбы с немецко-фашистскими захватчиками и проявленные при этом мужество и героизм удостоен звания Героя Советского Союза. Золотая Звезда не вручена в связи с гибелью. - Карушин, Александр Фёдорович, гвардии лейтенант, командир эскадрильи 167-го гвардейского штурмового авиационного полка Указом Президиума Верховного Совета СССР от 26 октября 1944 года за образцовое выполнение боевых заданий командования на фронте борьбы с немецко-фашистскими захватчиками и проявленные при этом мужество и героизм удостоен звания Героя Советского Союза. Золотая Звезда № 4865. - Пестров, Борис Алексеевич, гвардии лейтенант, заместитель командира эскадрильи 166-го гвардейского штурмового авиационного полка Указом Президиума Верховного Совета СССР от 26 октября 1944 года за образцовое выполнение боевых заданий командования на фронте борьбы с немецко-фашистскими захватчиками и проявленные при этом мужество и героизм удостоен звания Героя Советского Союза. Золотая Звезда № 2695. - Фомин, Евгений Александрович, гвардии капитан, командир эскадрильи 166-го гвардейского штурмового авиационного полка Указом Президиума Верховного Совета СССР от 26 октября 1944 года за образцовое выполнение боевых заданий командования на фронте борьбы с немецко-фашистскими захватчиками и проявленные при этом мужество и героизм удостоен звания Героя Советского Союза. Золотая Звезда № 4864. - Сморчков, Никита Иванович, гвардии капитан, командир эскадрильи 167-го гвардейского штурмового авиационного полка Указом Президиума Верховного Совета СССР от 23 февраля 1945 года за образцовое выполнение боевых заданий командования на фронте борьбы с немецко-фашистскими захватчиками и проявленные при этом мужество и героизм удостоен звания Героя Советского Союза. Золотая Звезда № 4896. - Войтекайтес, Анатолий Николаевич, гвардии майор, командир 166-го гвардейского штурмового авиационного полка Указом Президиума Верховного Совета СССР от 29 июня 1945 года за образцовое выполнение боевых заданий командования на фронте борьбы с немецко-фашистскими захватчиками и проявленные при этом мужество и героизм удостоен звания Героя Советского Союза. Золотая Звезда № 7569. - а Гавриленко, Леонтий Ильич, гвардии лейтенант, командир звена 167-го гвардейского штурмового авиационного полка Указом Президиума Верховного Совета СССР от 29 июня 1945 года за образцовое выполнение боевых заданий командования на фронте борьбы с немецко-фашистскими захватчиками и проявленные при этом мужество и героизм удостоен звания Героя Советского Союза. Золотая Звезда № 7599. - Голубев, Сергей Васильевич, гвардии старший лейтенант, штурман 167-го гвардейского штурмового авиационного полка Указом Президиума Верховного Совета СССР от 29 июня 1945 года за образцовое выполнение боевых заданий командования на фронте борьбы с немецко-фашистскими захватчиками и проявленные при этом мужество и героизм удостоен звания Героя Советского Союза. Золотая Звезда № 4979. - Дементьев, Евгений Ильич, гвардии лейтенант, старший лётчик 167-го гвардейского штурмового авиационного полка Указом Президиума Верховного Совета СССР от 29 июня 1945 года за образцовое выполнение боевых заданий командования на фронте борьбы с немецко-фашистскими захватчиками и проявленные при этом мужество и героизм удостоен звания Героя Советского Союза. Золотая Звезда № 8680. - Захаров, Николай Сергеевич, гвардии старший лейтенант, штурман 166-го гвардейского штурмового авиационного полка Указом Президиума Верховного Совета СССР от 29 июня 1945 года за образцовое выполнение боевых заданий командования на фронте борьбы с немецко-фашистскими захватчиками и проявленные при этом мужество и героизм удостоен звания Героя Советского Союза. Золотая Звезда № 7603. - Калачев, Анатолий Александрович, гвардии старший лейтенант, штурман эскадрильи 166-го гвардейского штурмового авиационного полка Указом Президиума Верховного Совета СССР от 29 июня 1945 года за образцовое выполнение боевых заданий командования на фронте борьбы с немецко-фашистскими захватчиками и проявленные при этом мужество и героизм удостоен звания Героя Советского Союза. Золотая Звезда № 7585. - Стародубцев, Георгий Степанович, гвардии старший лейтенант, командир звена 166-го гвардейского штурмового авиационного полка Указом Президиума Верховного Совета СССР от 29 июня 1945 года за образцовое выполнение боевых заданий командования на фронте борьбы с немецко-фашистскими захватчиками и проявленные при этом мужество и героизм удостоен звания Героя Советского Союза. Золотая Звезда № 8687. - Домбровский, Иван Александрович, гвардии капитан, помощник по Воздушно-Стрелковой Службе командира 167-го гвардейского штурмового авиационного полка Указом Президиума Верховного Совета СССР от 18 августа 1945 года за образцовое выполнение боевых заданий командования на фронте борьбы с немецко-фашистскими захватчиками и проявленные при этом мужество и героизм удостоен звания Героя Советского Союза. Золотая Звезда № 8724. - Зинченко, Валентин Николаевич, гвардии лейтенант, лётчик 166-го гвардейского штурмового авиационного полка Указом Президиума Верховного Совета СССР от 18 августа 1945 года за образцовое выполнение боевых заданий командования на фронте борьбы с немецко-фашистскими захватчиками и проявленные при этом мужество и героизм удостоен звания Героя Советского Союза. Золотая Звезда № 8987. - Фролов Иван Тимофеевич, гвардии старший лейтенант, командир звена 166-го гвардейского штурмового авиационного полка казом Президиума Верховного Совета СССР от 18 августа 1945 года за образцовое выполнение боевых заданий командования на фронте борьбы с немецко-фашистскими захватчиками и проявленные при этом мужество и героизм удостоен звания Героя Советского Союза. Золотая Звезда № 8943. |

## Память
- В школе № 478 города Москвы в районе Текстильщики создан Музей «Боевой путь 10-й гвардейской штурмовой авиационной Воронежско-Киевской Краснознамённой дивизии и боевой славы».